# 11-й смешанный авиационный корпус
11-й смешанный авиационный корпус (11-й сак) — соединение Военно-Воздушных сил (ВВС) Вооружённых Сил РККА, принимавшее участие в боевых действиях Великой Отечественной войны.

## Наименования корпуса
- 11-й смешанный авиационный корпус
- 14-й истребительный авиационный корпус
- 14-й Рижский истребительный авиационный корпус
- 58-й Рижский истребительный авиационный корпус

## Создание корпуса
11-й смешанный авиационный корпус сформирован 24 июля 1943 года по решению Государственного комитета обороны на базе 287-й истребительной авиационной дивизии 

Корпус сформирован по новому принципу управления, который сводился к тому, что все авиационные полки подчинялись непосредственно командованию корпуса, минуя дивизионную инстанцию. Это был единственный корпус с таким принципом управления. Дальнейшего применения данный принцип управления не получил.
В состав корпуса вошли три истребительных авиационных полка из состава 287-й истребительной авиационной дивизии:
- 4-й истребительный авиационный полк
- 148-й истребительный авиационный полк
- 293-й истребительный авиационный полк,

а также три штурмовых полка:
- 658-й штурмовой авиационный полк
- 724-й штурмовой авиационный полк
- 594-й штурмовой авиационный полк

## Преобразование корпуса
28 сентября 1944 года 11-й смешанный авиационный корпус был преобразован в 14-й истребительный авиационный корпус

## В действующей армии
Корпус в составе действующей армии с 27 июля 1943 года по 28 сентября 1944 года, всего 428 дней.

## Командир корпуса
Герой Советского Союза генерал-майор авиации Данилов Степан Павлович. Период нахождения в должности: с 24 июля 1943 года по 28 сентября 1943 года.

## В составе объединений
| Объединение                                     | Период                  |
| ----------------------------------------------- | ----------------------- |
| 15-я воздушная армия Брянского фронта           | 24.07.1943 — 10.10.1943 |
| 15-я воздушная армия Прибалтийского фронта      | 10.10.1943 — 20.10.1943 |
| 15-я воздушная армия 2-го Прибалтийского фронта | 20.10.1943 — 28.09.1944 |

## Соединения, части и отдельные подразделения корпуса

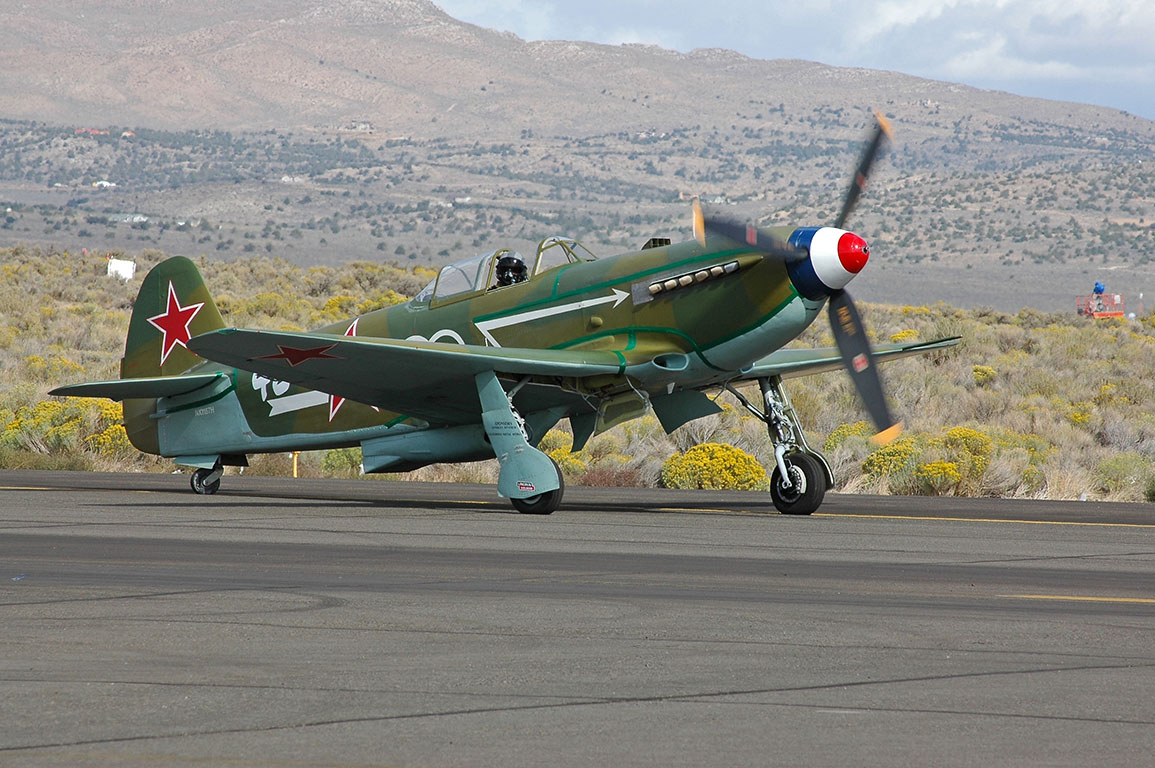
Самолёт Як-9 148-го иап

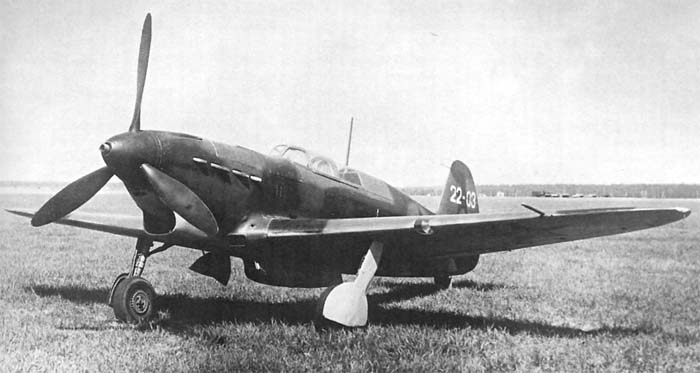
Истребитель Як-7 4-го иап

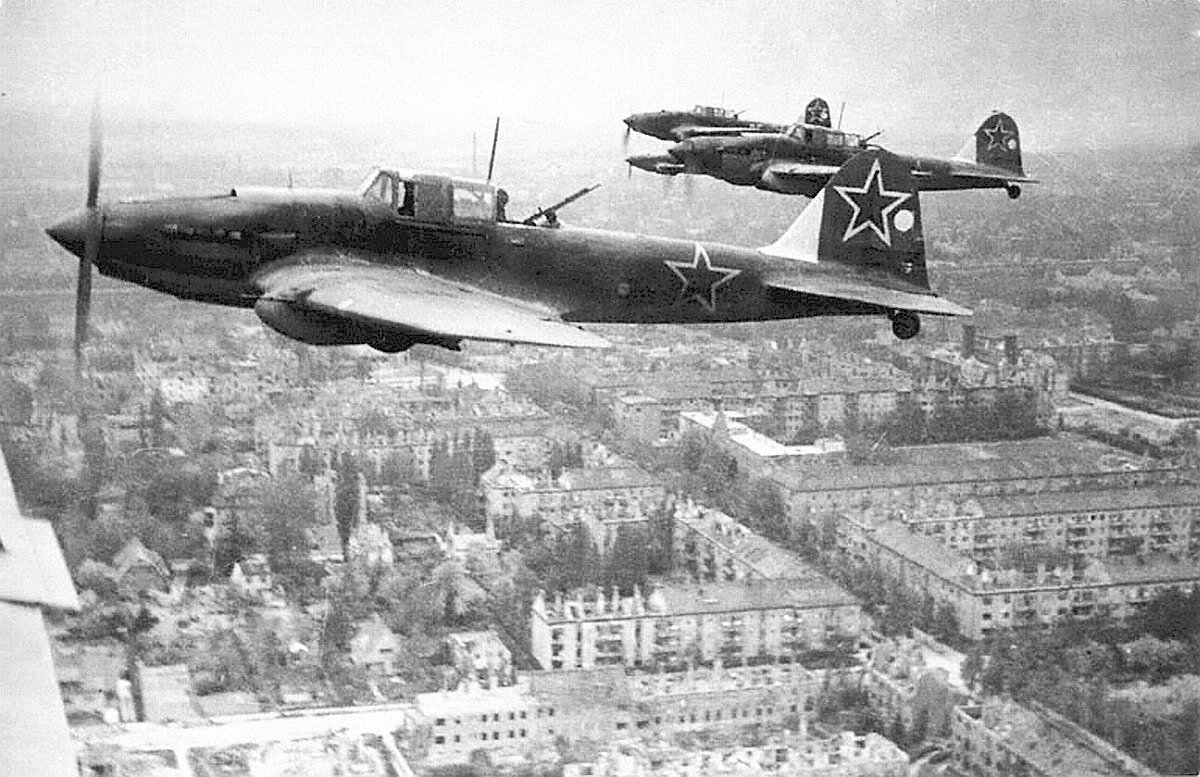
Ил-2 штурмовых полков корпуса

### Боевой состав на 24 июля 1943 года
- 4-й истребительный авиационный полк (Як-1, Як-7)
- 148-й истребительный авиационный полк (Як-9)
- 293-й истребительный авиационный полк (Як-1)
- 594-й штурмовой авиационный полк (Ил-2)
- 658-й штурмовой авиационный полк (Ил-2)
- 724-й штурмовой авиационный полк (Ил-2)
- 594-я отдельная авиационная эскадрилья связи[3]
- 236-я отдельная рота связи[3]
- 2166-я военно-почтовая станция[3]

### Боевой состав на 01 июля 1944 года
- 4-й истребительный Краснознамённый авиационный полк
- 148-й истребительный Рижский авиационный полк
- 293-й истребительный авиационный полк
- 594-я отдельная авиационная эскадрилья связи[3]
- 236-я отдельная рота связи[3]
- 2166-я военно-почтовая станция[3]

Примечание: штурмовые полки корпуса выведены из состава корпуса на доукомплектование, после которого вошли в состав других соединений.

## Участие в операциях и битвах
- Курская битва[4] — с 5 июля 1943 года по 23 июля 1943 года
- Орловская операция «Кутузов» — с 27 июля 1943 года по 18 августа 1943 года
- Брянская операция[4] — с 17 августа 1943 года по 3 октября 1943 года
- Ленинградско-Новгородская операция[4] — с 14 января 1944 года по 1 марта 1944 года
- Режицко-Двинская операция — с июля 1944 года по август 1944 года

## Почётные наименования
- 148-му истребительному авиационному полку присвоено почётное наименование «Режицкий»[5]

## Награды
- 4-й истребительный авиационный полк 2 августа 1944 года за образцовое выполнение заданий командования на фронте борьбы с немецкими захватчиками и проявленные при этом доблесть и мужество Указом Президиума Верховного Совета СССР[6] награждён орденом Красного Знамени.

## Герои Советского Союза
- Степаненко Иван Никифорович, старший лейтенант, заместитель командира эскадрильи 4-го истребительного авиационного полка 11-го смешанного авиационного корпуса 15-й воздушной армии Указом Президиума Верховного Совета СССР 13 апреля 1944 года удостоен звания Герой Советского Союза. Золотая звезда № 1109.